# Kloster Coyroux
Kloster Coyroux (auch Coiroux) ist ein ehemaliges Zisterzienserinnen-Priorat in der Gemeinde Aubazines im Département Corrèze in der Region Nouvelle-Aquitaine in Frankreich. Seit 1988 ist es als Monument historique klassifiziert.

## Geschichte
Das Kloster wurde 1142 von Étienne d’Obazine gegründet und unterstand von Anfang an als Priorat dem Kloster Obazine, mit dem es sich 1147 dem Zisterzienserorden anschloss. Es liegt nur wenige hundert Meter vom Mönchskloster Obazine entfernt in einem kleinen, feuchten und von Überschwemmungen bedrohten Talgrund und bildet mit Obazine eines der wenigen Doppelklöster im Zisterzienserorden. Der Bau der Anlage nahm nur zwei Jahre in Anspruch. Die Zahl der Nonnen stieg schnell bis auf 150 an. Im 17. Jahrhundert erhielt die Priorin Jeanne de Badefol von König Ludwig XIII. die Erlaubnis, das Kloster in die Stadt Tulle (Kloster Saint-Bernard) zu verlegen, wo es während der Französischen Revolution sein Ende fand, während ein Teil der Nonnen bis zur Revolution in Coyroux blieb. Ausgrabungen fanden zwischen 1976 und 1990 statt.

## Bau und Anlage
Ausgrabungen haben ergeben, dass das Kloster auf einer künstlichen Terrasse angelegt wurde, für die der Lauf des Bachs Coyroux verlegt wurde. Die im 12. und 13. Jahrhundert errichtete, nur als Ruine erhaltene Kirche mit Kreuzrippengewölbe ohne Querschiff und einem flach geschlossenen, vom Kirchenschiff abgetrennten Presbyterium hatte einen rechteckigen Grundriss. Der Kreuzgang hatte eine Seitenlänge von 22 Metern.